# Großer Staats-Chural
Der Große Staats-Chural (mongolisch Улсын Их Хурал Ulsyn Ich Chural, deutsch ‚Große Staatsversammlung‘) ist das Einkammerparlament der Mongolei. Nach mongolischer Tradition nennen sich auch die Parlamente der russischen Teilrepubliken Burjatien und Kalmückien „Volks-Chural“.

## Wahlrecht
Das Parlament umfasst 126 Abgeordnete. Vor der Wahl 2024 waren es 76 Abgeordnete. Das Wahlrecht wurde im Mai 2023 entsprechend geändert. 78 Abgeordnete werden in 13 Wahlkreisen (vor der Wahl 2024 gab es 29 Wahlkreise) nach Mehrheitswahlrecht gewählt. Die verbleibenden 48 Abgeordneten werden landesweit nach Verhältniswahlrecht gewählt. Das aktive Wahlrecht haben mongolische Staatsbürger über 18 Jahre. Für das passive Wahlrecht gilt eine Altersgrenze von mindestens 25 Jahren.

## Vorsitzender
Der Vorsitzende des Parlaments wird von den Mitgliedern mit einer Zweidrittelmehrheit aus ihrer Mitte gewählt. Er ist der Sprecher der Legislative sowie der Stellvertreter des Staatspräsidenten und nimmt nach diesem in der Staatshierarchie den zweiten Rang ein. Der Vorsitzende leitet die Parlamentssitzungen und ist für die Abwicklung der Abstimmungen verantwortlich. Er wird automatisch (ex officio) zum Mitglied des nationalen Sicherheitsrates.
Vorsitzender ist seit dem 2. Juli 2024 Dashzegve Amarbayasgalan (MVP).

## Aufgaben
Zusammen mit der Regierung arbeitet der Große Staats-Chural Gesetze aus und beschließt deren Einführung.
Die im Parlament vertretenen Parteien nominieren die Kandidaten für die Direktwahl des Staatspräsidenten. Das Parlament bestätigt den Premierminister sowie die übrigen Minister. Es kann das Veto des Staatspräsidenten mit einer Zweidrittelmehrheit überstimmen. Eine solche ist ebenfalls notwendig für Verfassungsänderungen.

## Wahlergebnisse
Die Wahlen am 28. Juni 2012 brachten einen Sieg der Demokratischen Partei (DP) über die bislang regierende Mongolische Volkspartei (MVP). Die Verteilung der insgesamt 76 Sitze sah wie folgt aus: Demokratische Partei (DP): 31, Mongolische Volkspartei (MVP): 25, Mongolische Revolutionäre Volkspartei (MRVP) zusammen mit der Mongolischen Nationaldemokratischen Partei (MNDP): 11, Partei des Bürgerwillens – Grüne Partei: 2, Unabhängige Kandidaten: 3. Vier Sitze blieben vakant.
Bei der Wahl am 29. Juni 2016 löste die Mongolische Volkspartei (MVP) die Demokratische Partei (DP) wieder als Regierungspartei ab.
Bei den Wahlen am 28. Juni 2024 gewann die Mongolischen Volkspartei (MVP) 68 Sitzen und damit die Mehrheit im Parlament. Die Demokratische Partei (DP) gewann 42 Sitze, die HUN Partei 8 Sitze. Die drei Parteien bilden die Regierung. Mit jeweils 4 Sitzen bilden die Nationale Koalition und die Partei des Bürgerwillens – Grüne Partei die Opposition.